# Omega (radionavegação)

Animação mostrando o modo de funcionamento do Sistema OMEGA, com as hipérboles geradas pelas estações A (Noruega), B (Libéria) e D (Dacota do Norte).

Comparação entre a precisão de vários sistemas de radionavegação.

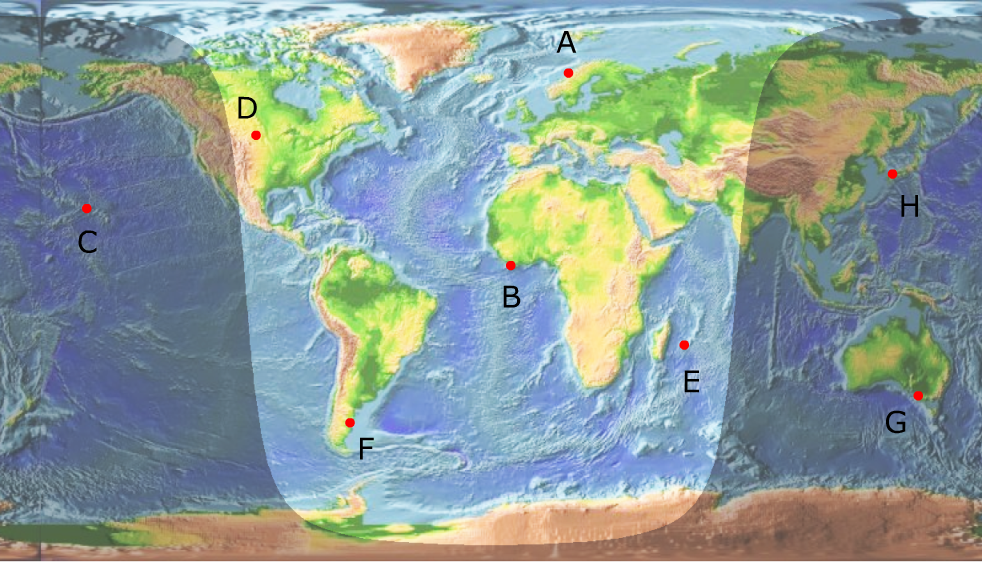
Localização das estações do Sistema OMEGA.

OMEGA foi um sistema de radionavegação por baixa frequência (10 a 14 kHz) utilizado para obter a posição de aviões e navios e determinar as suas rotas. Operado pelos Estados Unidos e por seis outros Estados parceiros, o sistema OMEGA foi o primeiro sistema de radionavegação de âmbito global, isto é utilizável em praticamente toda a superfície da Terra. O sistema operou entre 1971 e 30 de Setembro de 1997, data em que foi desligado por se ter tornado obsoleto devido à disponibilidade do Sistema de Posicionamento Global.

## Características e historial
O sistema de radionavegação OMEGA foi desenvolvido pelas forças armadas dos Estados Unidos para uso militar, tendo como principal objectivo criar um sistema de navegação que permitisse aos aviões bombardeiros nucleares atravessar o Árctico num eventual ataque à União Soviética. Dada a capacidade de penetração sob a superfície do mar das ondas radioeléctricas de muita baixa frequência, o sistema também podia ser utilizado para a navegação de submarinos.
O desenvolvimento e operacionalização do sistema foi aprovado em 1968, sendo então anunciado como sendo o primeiro sistema de radiolocalização que poderia ser utilizado em virtualmente qualquer ponto da superfície da Terra, com uma precisão que permitiria obter uma posição com um erro máximo de 4 milhas náuticas.
O sistema desenvolvido, que recebeu o nome de OMEGA, baseava-se na operação de 8 transmissores de onda longa, transmitindo em frequências entre os 10 kHz e os 14 kHz, localizados em posições geográficas muitos distanciadas (na realidade grosso modo um em cada continente) por forma que em cada ponto da superfície terrestre fosse possível receber o sinal transmitido por pelo menos três deles a partir de ângulos que permitissem uma triangulação segura da posição.
O sinal transmitido por cada um dos transmissores era modulado num padrão de quatro tons que identificava univocamente a estação que o emitia, sendo repetido a intervalos de 10 segundos. As emissões eram sincronizadas de forma a permitir que as transmissões a partir de cada estação seguissem um padrão sequencial fixo.
A determinação da posição era feita a partir de um modelo hiperbólico de linhas de posição determinadas pela comparação da fase dos sinais recebidos de cada uma das estações que pudessem ser escutadas no processo de obtenção da posição. Este método permitia obter posições com um erro máximo e 4 milhas náuticas, ou seja um desvio máximo em relação à posição determinada da ordem dos 2,2 km.
Devido à utilização de frequências muitos baixas, ou seja de comprimentos de onde quilométricos, as estações OMEGA utilizavam antenas gigantescas, algumas das quais foram, e ainda são, as estruturas mais altas jamais construídas nos continentes onde se localizavam, em geral torres metálicas em treliça, ou mais raramente estruturas tubulares, suportadas por espias. Uma alternativa foi a utilização de gigantescos cabos estendidos sobre vales ou fiordes.
As primeiras seis estações ficaram operacionais em 1971, permitindo a operacionalidade do sistema, embora com algumas limitações no Pacífico Sul e na região Antárctica, tendo a gestão do sistema sido entregue à Guarda Costeira dos Estados Unidos. As primeiras estações situavam-se no Dacota do Norte (LaMoure), no Hawaii (Kaneohe, na ilha de Oahu), Noruega (Bratland, na ilha de Aldra), Argentina (Trelew, Golfo Nuevo), Trinidade (Trinidad) e ilha da Reunião (Chabrier). Nos anos imediatos foram adicionadas estações na ilha de Tsushima (Japão) e na Austrália (Woodside, Victoria), permitindo completar a cobertura global do sistema. Em 1976, a estação de Trinidad foi substituída por uma estação sita em Paynesville, na Libéria, melhorando a precisão do sistema nos oceanos Atlântico e Índico.
Apesar de ter sido concebido inicialmente como um sistema militar, num processo comum a muitas outras tecnologias (como o GPS), o OMEGA foi progressivamente sendo adoptado para uso civil, passando a equipar aviões comerciais e navios mercantes.
Com o advento de sistemas de navegação mais precisos e mais fáceis e baratos de operar, o OMEGA foi abandonado pelos seus utilizadores militares e depois progressivamente pelos utilizadores civis, que ao longo da década de 1990 foram progressivamente adoptando os sistemas de navegação com base em satélites. Por meados daquela década o número tinha-se de tal forma reduzido que os custos de operação do sistema deixaram de poder ser justificados e foi decidido iniciar o processo de desactivação. Os equipamentos foram desligados a 30 de Setembro de 1997, data em que cessaram todas as emissões OMEGA.
Algumas das torres foram subsequentemente demolidas, outras estão abandonadas e algumas foram reconvertidas para outros usos, nomeadamente para a transmissão de sinais destinados a submarinos em imersão ou como estações de radiodifusão em onda longa.

## Estações OMEGA

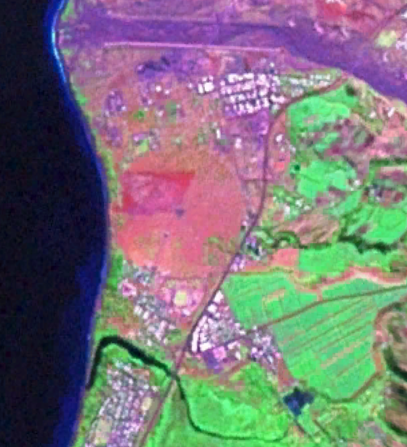
O local onde se situou a antena OMEGA de Chabrier, na ilha da Reunião, ainda pode ser visto nas imagens satélite do local como um círculo marcado na paisagem.

Ao longo do período de funcionamento do sistema foram construídas nove estações transmissoras, identificadas pelas letras A a H, com a seguinte localização e características:
1. Estação A (Bratland, Noruega) — Sita na margem do fiorde que separa a ilha de Aldra do continente (66° 25′ 13″ N, 13° 08′ 13″ L), era a única estação sita no continente europeu. Usava uma antena de características pouco usuais, constituída por vários cabos estendidos sobre o fiorde, ancorados em gigantescos blocos de betão instalados nas margens afastados entre si cerca de 3 500 m. Um dos blocos estava na margem continental, o outro na ilha de Aldra. A antena foi desmantelada em 2002.
2. Estação B (Trinidad, ilha de Trinidad) — Sita na ilha de Trinidad, nas Caraíbas (10° 41′ 58″ N, 61° 38′ 19″ O), esta estação funcionou apenas até 1976, tendo sido substituída naquele ano por uma nova estação sita em Paynesville, na Libéria. Utilizava como antena um conjunto de cabos estendidos sobre um vale. A antena foi demolida, mas os edifícios de apoio ainda existem.
3. Estação B (Paynesville, Libéria) — Sita na região costeira da Libéria (6° 18′ 20″ N, 10° 39′ 44″ O) esta estação foi inaugurada em 1976 para substituir a anterior Estação B sita na ilha de Trinidad. Utilizava uma antena em umbela instalada sobre um mastro de aço em treliça, ligado à terra, de 417 metros de altura. Aquele mastro é a estrutura mais alta jamais construída em África. A estação foi entregue ao governo da Libéria após a desactivação do sistema. Em Fevereiro de 2006 o mastro ainda se encontrava erecto, acessível ao público, podendo ser escalado.
4. Estação C (Kanoeohe, Oahu, Hawai) — Sita em Kanoeohe (21° 24′ 17″ N, 157° 49′ 51″ O), na ilha de Oahu, era operada pela Guarda Costeira dos Estados Unidos. A estação resultou da adaptação de uma antena instalada em 1943 para servir nas comunicações VLF com submarinos, sendo constituída por cabos estendidos sobre o vale de Haiku. Após a desactivação do sistema OMEGA voltou ao seu anterior uso.
5. Estação D (La Moure, Dacota do Norte) — Esta estação situa-se no centro do continente norte-americano, em La Moure (46° 21′ 57″ N, 98° 20′ 08″ O), no estado do Dacota do Norte. Era operada pela Guarda Costeira dos Estados Unidos. A antena era um mastro de aço treliçado e espiados, de 365.25 metros de altura, electricamente isolado da terra. Após a desactivação do sistema OMEGA a estação foi convertida para utilização nas comunicações com submarinos.
6. Estação E (Chabrier, ilha da Reunião) — Situada nos arredores de Chabrier (20° 58′ 27″ S, 55° 17′ 24″ L), ilha da Reunião, esta estação utilizava uma antena em umbela instalada sobre um mastro de aço com 428 metros de altura. O mastro foi demolido, com a utilização de explosivos, a 14 de abril de 1999.
7. Estação F (Golfo Nuevo, Trelew, Argentina) — Esta estação situava-se em Golfo Nuevo (43° 03′ 13″ S, 65° 11′ 27″ O}), a cerca de 40 km de Trelew, Argentina. Utilizava como antena um mastro de aço, electricamente isolado da terra, com 366 metros de altura, a mais alta estrutura jamais construída na América do Sul. O mastro foi demolido, por explosivos, a 23 de junho de 1998.
8. Estação G (Woodside, Victoria, Austrália) — Esta estação situava-se no estado de Victoria, Austrália, junto à cidade de Woodside (38° 28′ 52″ S, 146° 56′ 07″ L). Utilizava uma antena em umbela suspensa num mastro de aço treliçado, electricamente ligado à terra, com 432 metros de altura. Aquele mastro é a mais alta estrutura jamais construída no Hemisfério Sul. Após a desactivação do sistema OMEGA, a estação foi utilizada para comunicações com submarinos, operando nos 13 kHz com o sinal de chamada VL3DEF. Actualmente opera nos 18.6 kHz. Esta estação estava projectada para ser instalada na Nova Zelândia, mas os continuados protestos de grupos pacifistas fizeram com que o projecto fosse antes construído em território australiano.
9. Estação H (Shushi-Wan, Tsushima, Japão) — A estação localizava-se em Shushi-Wan (34° 36′ 53″ N, 129° 27′ 13″ L), na ilha de Tsushima, no Mar do Japão. A antena utilizada era uma estrutura tubular, com 389 metros de altura, electricamente isolado da terra. Este mastro, construído em 1973, era a mais alta estrutura existente em território japonês e provavelmente a mais alta estrutura tubular jamais construída. A torre foi desmantelada em 1998, utilizando uma grua. No local onde a torre esteve instalada, foi deixado um memorial, com cerca de 8 m de altura, consistindo na base do mastro, sem o isolador, e um segmento daquele.